# Pishon

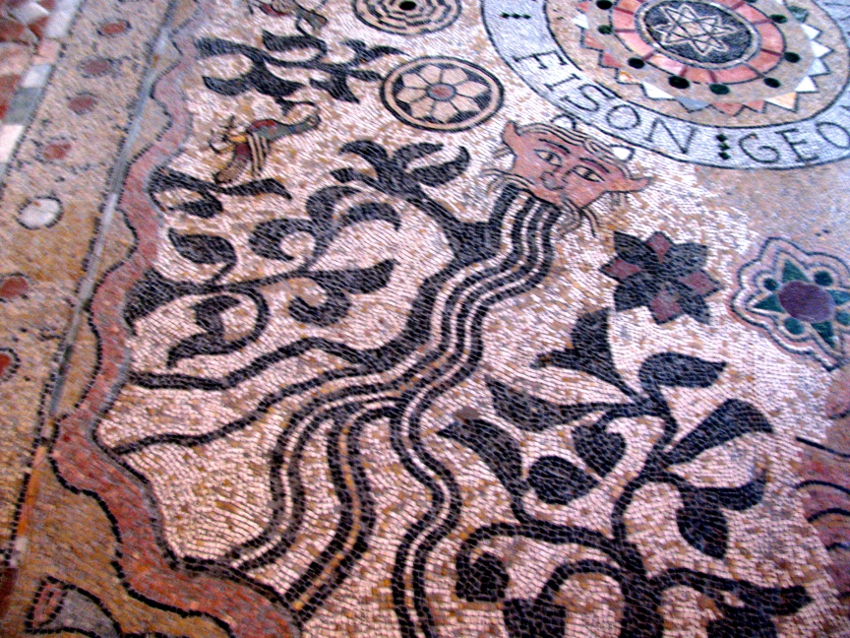
Le Fison ou Pishon, mosaïque des quatre fleuves, chapelle de l'ancien palais épiscopal de Die.

Pishon ou Phison (en hébreu : פִּישׁוֹן, en grec Φισων) est le nom d'un fleuve mythique mentionné dans le deuxième chapitre du livre biblique de la Genèse (Gn 2,11).
Il constitue, avec le Gihon, le Tigre et l'Euphrate, un des quatre fleuves qui irriguent le jardin d'Éden.
Le Pishon entoure le pays de Havilah « où on trouve de l'or, du bdellium et la pierre de cornaline ».
Le Phison est représenté sur la Mappa mundi d'Albi (VIIIe siècle) ; il y est appelé Fison et coule vers le pays des Mèdes, parallèlement au Tigre.

## Identifications

### Le Gange?
- Selon Flavius Josèphe (Antiquités Judaïques[1]), "le Phison, dont le nom signifie abondance, s'en va vers l'inde se jeter dans la mer : les Grecs l'appellent Gange".
- Jean de Mandeville dans son livre[2] (rédigé entre 1355 et 1357) partage cette idée (bien qu'il nomme le fleuve biblique Pison).

### Le Danube?
- Selon Sévérien de Gabala (Cinquième Homélie sur la Genèse, chap 5), il s'agirait du Danube[3].

### Le Nil?
- Pour Rachi, rabbin français du XIe siècle, dans ses commentaires sur la Bible (sur Genèse 2.11[4]), "Pichon C’est le Nil, le fleuve de l’Égypte. Il est appelé Pichon (du mot pachou signifiant «se répandre») parce que ses eaux, par la bénédiction de Dieu, montent et arrosent le sol. C’est comme dans : «et ses cavaliers se répandent (pachou)» . Autre explication : le Pichon fait pousser le lin (pichtan), ainsi qu’il est écrit à propos de l’Égypte : «ils seront confondus, ceux qui travaillent le lin (‘ovdé pichtim)»"
- Ernoul, chroniqueur français du XIIe siècle, dans sa Chronique[5], dit la même chose (mais appelle le fleuve biblique "Sison").

### Un cours d'eau d'Arabie?
- James A. Sauer, s'appuyant sur les travaux de Farouk El-Baz, propose d'identifier le Pishon avec un cours d'eau, aujourd'hui disparu, qui coulait depuis l'ouest de la péninsule arabique vers le Koweït actuel, pour se jeter, comme le Tigre et l'Euphrate, dans le Golfe Persique[6].